# Frostia
Frostia es un género de escarabajos de la familia Cantharidae. En 1951 Fender describió el género. Esta es la lista de especies que lo componen:
- Frostia abdominalis  Wittmer, 1995
- Frostia basicrassa  Wittmer, 1997
- Frostia brunnea  Wittmer en Brancucci & Wittmer, 1984
- Frostia cornuta  Wittmer, 1997
- Frostia expansicornis  Wittmer, 1997
- Frostia ghumensis  (Wittmer in Wittmer & Brancucci, 1978)
- Frostia godavariensis  (Wittmer en Wittmer & Brancucci, 1978)
- Frostia horaki  Wittmer, 1993
- Frostia kurbatovi  Wittmer, 1997
- Frostia maculipennis  Wittmer, 1993
- Frostia nepalensis  (Wittmer en Wittmer & Brancucci, 1978)
- Frostia pectinata  Wittmer, 1992
- Frostia peculiaria  Wittmer, 1993
- Frostia penangensis  Wittmer, 1993
- Frostia pseudobhutanensis  Brancucci en Brancucci & Wittmer, 1984
- Frostia semiinflata  Wittmer, 1993
- Frostia semiinflatus  (Wittmer, 1995)
- Frostia testaceicornis  Wittmer, 1993
- Frostia thailandica  Wittmer, 1993